# Nijin
Nijin (en ucraïnès: Ніжин) és una ciutat situada en la Província de Txerníhiv, a Ucraïna. El municipi és el centre administratiu del Raion de Nijin. La seva població l'any 2014 ascendia a 72.869 habitants. Nijin és regada pel Riu Oster, i està 66 quilòmetres al sud-est de Txerníhiv.

## Història
El primer esment de Nijin es remunta a l'any 1147. Durant l'època de la República de les Dues Nacions formada per les nacions de Polònia i Lituània, Nijin va ser reconeguda com una ciutat (1625). Nijin també va ser la seu d'un important regiment cosac fins a 1782, i comptava amb una florent comunitat grega, que gaudia d'una sèrie de privilegis atorgats per Bogdan Khmelnitsky.
El 1897 el 24 % de la població eren jueus, incloent a membres del moviment hassídic Habad-Lubavitx. Una ona de pogroms va afectar la població jueva entre 1881 i 1905. Durant la retirada de lexèrcit alemany durant la primavera de 1918, l'Exèrcit Roig va dur a terme alguns pogroms. Durant la Segona Guerra Mundial, els nacional-socialistes exterminaven als jueus d'Europa mitjançant treballs forçats i execucions en massa.
Durant el segle XIX Nijin va esdevenir un assentament del districte de Txerníhiv. En 1805 es va fundar l'escola secundària Bezborodko, entre els seus graduats es troba Nikolai Gógol, l'estàtua del qual es troba en un dels carrers de la ciutat. Nijin té fàbriques i magatzems de seda, perfum, licor, melmelada, i és un dels principals centres comercials de la regió, comerciant amb diversos béns com: vi, sal, seda, etcètera. La ciutat és famosa pels seus cogombres.
El juliol de 1969 dos avions Túpolev Tu-22 d'una base aèria propera van xocar a l'aire. Els membres de la tripulació d'un avió van poder saltar de l'aparell, però l'altre avió va continuar volant sense la seva tripulació durant 52 minuts, abans d'estavellar-se a mig quilòmetre de l'estació de trens de la ciutat.
El centre històric de la ciutat data principalment del segle XVIII. A la localitat hi ha 7 esglésies barroques pertanyents a l'estil barroc ucraïnès:
- Catedral de l'Anunciació (1702-1716 i 1814).
- Catedral de la Presentació (1788).
- [[Església de Sant Miquel dels Grecs (1719-1729).
- Església de Sant Joan Evangelista (1752), parròquia de Nikolai Gógol.
- Catedral de Sant Nicolau dels cosacs (1658), restaurada en la dècada de 1980), avui catedral diocesana del Patriarcat de Moscou.
- Església de la Intercessió (1756), amb elements neoclàssics.
- Església de la Transfiguració del Salvador (1757).

Hi ha altres esglésies a la localitat, algunes d'elles són neoclàssiques, com l'Església de Tots els Sants dels Grecs (1782-1785), o l'Església de l'Ascensió (1824) i l'Església de la Trinitat (1733, reconstruïda en 1888). L'Església de Sant Basili (segle XVIII) i l'Església de l'Exaltació de la Creu (1775) també són notables, i l'església de Sant Constantí i Santa Helena (1818-1820) es troba prop del cementiri. La petita església de la Presentació (1721), es troba prop del mercat, i està sent restaurada.